# بندیکت کنیون (لس آنجلس)
بندیکت کَـنیون (انگلیسی: Benedict Canyon) ناحیه‌ای در غرب لس آنجلس کالیفرنیا است. شرمن اوکس در شمال آن، بورلی گلن در غرب آن، بورلی پارک در شرق و بورلی هیلز در جنوب آن واقع شده‌اند.